# Áo măng tô

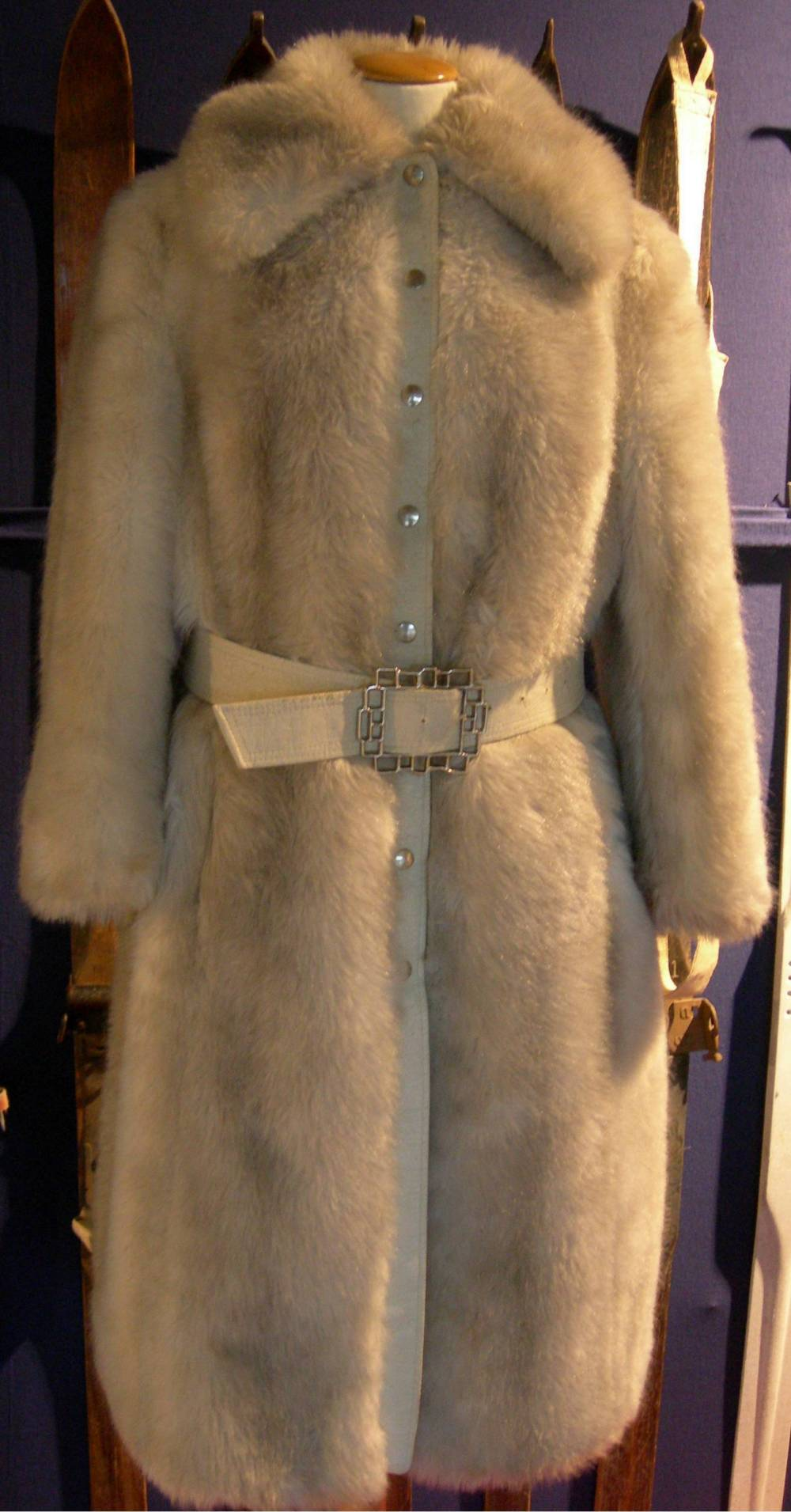
Áo măng tô bằng lông, mặc trong thế vận hội mùa đông 1972.

Áo măng tô (vay mượn từ tiếng Pháp: manteau) là loại áo khoác choàng bên ngoài. Chiều dài chính là đặc điểm của loại áo khoác này so với các áo khoác thông thường khác, đôi khi người ta gọi nó là áo choàng.